# Га (язык)
Га (Accra, Acra, Amina, Ga, Gain) — ква язык, один из 16 основных языков Ганы, объединяется в одну группу с языком адангме, распространён в районе вокруг столицы Аккры на юго-востоке Ганы. Число носителей около 745 тысяч человек.
Язык относится к тональным, изолирующим. Основа лексики - корни со структурой открытого слога (га, гбо и пр.). Сложные слова и словосочетания принципиально не различимы.

## Фонология

### Согласные
В языке га существует 31 фонема
|           | Губ.   | Губ. | Зуб. | Зуб. | Пост альвеоляр. и палат. | Пост альвеоляр. и палат. | Пост альвеоляр. и палат. | Пост альвеоляр. и палат. | Веляр. | Веляр. | Веляр. | Веляр. | Лабио- веляр. | Лабио- веляр. | Глот. | Глот. |
| Прост.    | Прост. | Губ. | Зуб. | Зуб. | Лаб.                     | Лаб.                     | Прост.                   | Прост.                   | Лаб.   | Лаб.   | Прост. | Лаб.   | Лабио- веляр. | Лабио- веляр. |       |       |
| --------- | ------ | ---- | ---- | ---- | ------------------------ | ------------------------ | ------------------------ | ------------------------ | ------ | ------ | ------ | ------ | ------------- | ------------- | ----- | ----- |
| Нос.      | m      | m    | n    | n    | ɲ                        | ɲ                        |                          |                          | ŋ      | ŋ      |        |        | ŋ͡m            | ŋ͡m            |       |       |
| Взрыв.    | p      | b    | t    | d    | tʃ                       | dʒ                       | tʃʷ                      | dʒʷ                      | k      | ɡ      | kʷ     | ɡʷ     | k͡p            | ɡ͡b            |       |       |
| Фрикатив. | f      | v    | s    | z    | ʃ                        |                          | ʃʷ                       |                          |        |        |        |        |               |               | h     | hʷ    |
| Аппрокс.  |        |      | l    | l    | j                        | j                        | ɥ                        | ɥ                        |        |        |        |        | w             | w             |       |       |

- [ŋʷ] - аллофон звука /w/, который встречается перед носовыми и представляется со своим диграфом на письме.
- /l/ может быть реализован как [r], когда между гласными и согласными
- /j/ имеет аллофон [ɲ] перед носовыми гласными

### Гласные
В га есть 7 открытых и 5 носовых гласных. Все гласные имеют три различные долготы гласных: краткие, долгие или удлинённые (последний появляется только в простой будущей и простой прошлой негативных формах).
|                       | Передний ряд | Передний ряд | Средний ряд | Средний ряд | Задний ряд | Задний ряд |
| откр.                 | нос.         | откр.        | нос.        | откр.       | нос.       |            |
| --------------------- | ------------ | ------------ | ----------- | ----------- | ---------- | ---------- |
| Верхний подъём        | i            | ĩ            |             |             | u          | ũ          |
| Средне-верхний подъём | e            |              |             |             | o          |            |
| Средне-нижний подъём  | ɛ            | ɛ̃            |             |             | ɔ          | ɔ̃          |
| Нижний подъём         |              |              | a           | ã           |            |            |

## Письменность
Алфавит (26 букв):
A, B, D, E, Ɛ, F, G, H, I, J, K, L, M, N, Ŋ, O, Ɔ, P, R, S, T, U, V, W, Y, Z.
Диграфы и триграфы:
- Gb gb - /ɡb/ (лябио-велярный двухфокусный)
- Gw gw - /ɡʷ/
- Hw hw - /hʷ/
- Jw jw - /d͡ʒʷ/
- Kp kp - /kp/ (лябио-велярный двухфокусный)
- Kw kw - /kʷ/
- Ny ny - /ɲ/
- Ŋm ŋm - /ŋm/
- Ŋw ŋw - [ŋʷ]
- Sh sh - /ʃ/
- Ts ts - /t͡ʃ/
- Shw shw - /ʃʷ/
- Tsw tsw - /t͡ʃʷ/